# Fresna
Fresna is een Afrotropisch geslacht van vlinders van de familie van de dikkopjes (Hesperiidae), uit de onderfamilie van de Hesperiinae. De wetenschappelijke naam van dit geslacht is voor het eerst voorgesteld door William Harry Evans in een publicatie uit 1937.

## Soorten
- Subgenus Fresna Evans, 1937
  - F. carlo Evans, 1937
  - F. cojo (Karsch, 1893)
  - F. jacquelinae Collins & Larsen, 2003
  - F. maesseni Miller, 1971
  - F. netopha (Hewitson, 1878)
  - F. nyassae (Hewitson, 1878)
- Subgenus Mesna Grishin, 2023a
  - F. bassa (Lindsey & Miller, 1965)
  - F. larea (Neave, 1910)
  - F. leucophaea  (Holland, 1894)
  - F. mabea  (Holland, 1894)